# تپه چغا اسپی
تپه چغا اسپی مربوط به دوران پیش از تاریخ ایران باستان - است و در شهرستان دورود، بخش مرکزی، روستای چقابدار واقع شده و این اثر در تاریخ ۲۴ اسفند ۱۳۸۳ با شمارهٔ ثبت ۱۱۷۰۸ به‌عنوان یکی از آثار ملی ایران به ثبت رسیده است.